# Condado de Nimba
Nimba es un condado localizado en la parte central de la República de Liberia. Forma parte de los quince condados que comprenden el primer nivel de división administrativa en la república. Sanniquellie es la capital de este condado cuyo territorio abarca un área de 11 551 kilómetros cuadrados, lo que lo convierte en el condado más grande en la nación. En el censo de 2008, tenía una población de 462 026 personas, haciéndolo el segundo condado más populoso de toda Liberia.
Limita con Bong y Grand Bassa al oeste, River Cess al sudoeste, y Grand Gedeh al sudeste. Las partes del norte y noreste de Nimba limitan con la República de Guinea, mientras el noreste hace frontera con Costa de Marfil. Creado en 1964, el superintendente distinguido es Robert S. Kamei.
El topónimo Nimba, deriva de la expresión Niemba Tun, que en lengua mano (lenguas mandé) significa “colinas en las que las jóvenes doncellas resbalarán y caerán”.

## Distritos
El condado de Nimba se subdivide en seis distritos:
- Gbehlageh
- Saclepea Mah
- Sanniquellie Mah
- Tappita
- Yarwein-Mehnsonoh
- Zoegeh